# Morten Ellegaard
Morten Ellegaard (født 26. juni 1972 i Århus) er en dansk politolog og Danmarks rigsarkivar siden 1. marts 2023.
Ellegaard blev i 2001 cand.scient.pol. i statskundskab fra Københavns Universitet. 

## Karriere
Den 1. marts 2023 tiltrådte Ellegaard stillingen som rigsarkivar og afløste dermed Anne-Sofie Jensen som den øverste leder af Rigsarkivet.
Han kom fra en stilling fra 2016 – 2023 som afdelingschef i Økonomiforvaltningen, Koncern IT, Københavns Kommune. 2011 – 2016 kontorchef i Digitaliseringsstyrelsen, Finansministeriet og 2005 – 2011 kontorchef i IT- og Telestyrelsen, Videnskabsministeriet.
Som konstitueret direktør for Koncern IT i Økonomiforvaltningen i Københavns Kommune 2022 sad Morten Ellegaard i regeringens cybersikkerhedsråd.